# Xã Tywappity, Quận Mississippi, Missouri
Xã Tywappity (tiếng Anh: Tywappity Township) là một xã thuộc quận Mississippi, tiểu bang Missouri, Hoa Kỳ. Năm 2010, dân số của xã này là 6.514 người.